# Siège de Turin (1640)
Pour les articles homonymes, voir Siège de Turin.
Guerre franco-espagnole
Batailles
- Les Avins (05-1635)
- Louvain (06-1635)
- Tornavento (06-1636)
- Îles de Lérins (03-1637)
- Leucate (08/09-1637)
- Yvois (1637)
- Getaria (08-1638)
- Thionville (06-1639)
- Salses (07-1639)
- Les Downs (10-1639)
- Turin (05-1640)
- Yvois (1639)
- Montjuïc (01-1641)
- Aire (1641)
- Honnecourt (05-1642)
- Rocroi (05-1643)
- Carthagène (09-1643)
- Lérida (05-1646)
- Bergues (08-1646)
- Dunkerque (09-1646)
- Lérida (05-1647)
- Lens (08-1648)
- Rethel (1650)
- Barcelone (1651-1652)
- Mouzon (1653)
- Bordils (12-1653)
- Arras (08-1654)
- Puycerda (10-1654)
- Landrecies (06-1655)
- Pavie (1655)
- Valenciennes (07-1656)
- Dunkerque (05-1658)
- Les Dunes (06-1658)
- Bergues (07-1658)

Le siège de Turin de 1640 s'est déroulé entre le 22 mai et le 20 septembre 1640 et s'est terminée par une victoire franco-savoyarde.

## Le siège
Les régiments des Gardes françaises et de Nérestang participèrent au siège.
Pendant ce siège, les Gardes françaises défendirent vigoureusement, le 3 juin, le passage du Pô que le marquis de Léganez voulait franchir pour secourir la ville. À la dernière charge espagnole, que ceux-ci exécutèrent sur Nérestang, épuisé par une lutte acharnée, les mousquetaires des Gardes s'approchèrent en silence, et, arrivés à vingt pas, ils firent une si furieuse décharge que, lorsque la fumée se fut dissipée, on n'aperçut plus que les talons des Espagnols en fuite. Turin capitula après quatre mois d'un siège qui présente une particularité unique dans l'histoire des guerres : la citadelle de Turin était occupée par une garnison française aux ordres d'Antoine de Stainville, comte de Couvonges, qui était assiégée par le prince Thomas de Savoie, maître de la ville. Le comte d'Harcourt assiégeait la ville avec une armée française et était lui-même assiégé dans ses lignes par les Espagnols de Leganez.